# Szalehardi repülőtér
A Szalehardi repülőtér (IATA: SLY, ICAO: USDD) (orosz nyelven: Аэропорт Салехард) nemzetközi repülőtér Oroszországban, amely Szalehard közelében található. Éves utasforgalma 298 104 fő (2018).

## Futópályák
A repülőtér futópályái:
- 04/22

## Forgalom
Az utasforgalom az elmúlt években az alábbi módon változott:
| Utasok száma | 292  | 364 381 | 415 514 | 36 478 | 286 121 | 293 359 | 298 104 | 298 104 |
|              | 2011 | 2012    | 2013    | 2014   | 2015    | 2016    | 2017    | 2018    |

## Légitársaságok és úticélok
| Légitársaság      | Célállomások |
| ----------------- | --- |
| Turukhan Airlines | Tarko-Sale |
| Yamal Airlines    | Moszkva–Domogyedovo, Moscow–Sheremetyevo, Nadym, Novosibirsk, Novy Urengoy, Noyabrsk, Saint Petersburg, Tyumen, Ufa, Yekaterinburg |